# Simulium samarkandica
Simulium samarkandica es una especie de insecto del género Simulium, familia Simuliidae, orden Diptera.
Fue descrita científicamente por Yankovsky, 2000.